# لوبوس بروتوسباتاريوس
لوبوس بروتوسباتاريوس بارينسيس (باللاتينية: Lupus Protospatharius Barensis) هو مؤلف تاريخ مآثر الأمور في المملكة النابليونية (باللاتينية: Chronicon rerum in regno Neapolitano gestarum) (والمسماة أيضًا حوليات لوبوس بروتوسباتاريوس) وهي عبارة عن تأريخ دقيق لجنوب إيطاليا بين عامي 805-1102.